# Olympische Jugend-Sommerspiele 2018/Teilnehmer (Mosambik)
| Gelbes Symbol für Goldmedaillen mit stilisierten Olympischen Ringen | Graues Symbol für Silbermedaillen mit stilisierten Olympischen Ringen | Braundes Symbol für Bronzemedaillen mit stilisierten Olympischen Ringen |
| ------------------------------------------------------------------- | --------------------------------------------------------------------- | ----------------------------------------------------------------------- |
| —                                                                   | —                                                                     | —                                                                       |

Die Jugend-Olympiamannschaft aus Mosambik für die III. Olympischen Jugend-Sommerspiele vom 6. bis 18. Oktober 2018 in Buenos Aires (Argentinien) bestand aus 6 Athleten.

## Athleten nach Sportarten

### Beachvolleyball
| Mädchen - Ana Paula Sinaportar - Mércia Mucheza 17. Platz | Jungen - Arsenio Guvu - Jorge Monjane 9. Platz |

### Kanu
Mädchen
- Lifa Malapane
C1 Slalom: AC
C1 Sprint: 9. Platz (Ausscheidung im Achtelfinale)

### Leichtathletik
Jungen
- Jenito Guezane
800 m: 12. Platz